# Liste der Naturdenkmale in Bruchsal
| Naturdenkmale | Anzahl |
| ------------- | ------ |
| FND           | 15     |
| END           | 9      |
| Gesamt        | 24     |

Die Liste der Naturdenkmale in Bruchsal nennt die verordneten Naturdenkmale (ND) der im baden-württembergischen Landkreis Karlsruhe liegenden Stadt Bruchsal. In Bruchsal gibt es insgesamt 24 als Naturdenkmal geschützte Objekte, davon 15 flächenhafte Naturdenkmale (FND) und neun Einzelgebilde-Naturdenkmale (END).
Stand: 31. Oktober 2016.

## Flächenhafte Naturdenkmale (FND)
| Name                              | Bild | Kennung     | Einzelheiten        | Position | Fläche Hektar | Datum         |
| --------------------------------- | ---- | ----------- | ------------------- | -------- | ------------- | ------------- |
| Am Brunnenbach                    |      | 82150090016 | Bruchsal            | ⊙        | 0,3           | 1. Dez. 1986  |
| Aufschluß am Rummler              |      | 82150090023 | Bruchsal            | ⊙        | 0,0           | 9. Dez. 1987  |
| Feldholzinsel Hinterer Wannenberg |      | 82150090012 | Bruchsal            | ⊙        | 0,4           | 1. Dez. 1986  |
| Große Hohl                        |      | 82150090024 | Bruchsal            | ⊙        | 1,5           | 22. Feb. 1989 |
| Jagdhütte                         |      | 82150090010 | Bruchsal            | ⊙        | 1,6           | 2. Mai 1986   |
| Kleiner Glöcklesberg              |      | 82150090009 | Bruchsal            | ⊙        | 2,9           | 2. Mai 1986   |
| Kreuzhohle                        |      | 82150090011 | Bruchsal, Kraichtal | ⊙        | 0,9           | 2. Mai 1986   |
| Obergrombacher Hohle              |      | 82150090013 | Bruchsal            | ⊙        | 1,8           | 1. Dez. 1986  |
| Quellwald Röhrlesbrunnen          |      | 82150090020 | Bruchsal            | ⊙        | 2,7           | 9. März 1987  |
| Rote Gumpe                        |      | 82150090014 | Bruchsal            | ⊙        | 0,5           | 1. Dez. 1986  |
| Sandgrube am Todtschlag           |      | 82150090018 | Bruchsal            | ⊙        | 1,4           | 22. Feb. 1989 |
| Schwallenbrunnen                  |      | 82150090019 | Bruchsal            | ⊙        | 4,2           | 7. Mai 1987   |
| Steinbruch am Stadtrand           |      | 82150090025 | Bruchsal            | ⊙        | 1,5           | 9. Nov. 1989  |
| Steinbruch beim Saubrunnen        |      | 82150090015 | Bruchsal            | ⊙        | 1,2           | 1. Dez. 1986  |
| Steinbruch Pfaffenloch            |      | 82150090017 | Bruchsal            | ⊙        | 4,7           | 1. Dez. 1986  |
| Legende für Naturdenkmal          |      |             |                     |          |               |               |

## Einzelgebilde (END)
| Name                                                | Bild     | Kennung     | Einzelheiten | Position | Fläche Hektar | Datum        |
| --------------------------------------------------- | -------- | ----------- | ------------ | -------- | ------------- | ------------ |
| Birnbaumreihe am Scheckenbronner Hof (18 Birnbäume) |          | 82150090021 | Bruchsal     | ⊙        | 0,0           | 9. Dez. 1987 |
| Kastanie am Scheckenbronner Hof                     |          | 82150090022 | Bruchsal     | ⊙        | 0,0           | 9. Dez. 1987 |
| Kernobstallee Bruchsaler Weg (210 Bäume)            |          | 82150090026 | Bruchsal     | ⊙        | 0,0           | 9. Dez. 1987 |
| Laubige Eiche                                       |          | 82150090004 | Bruchsal     | ⊙        | 0,0           | 9. Dez. 1987 |
| Linde bei Michaelskapelle                           | ND links | 82150090005 | Bruchsal     | ⊙        | 0,0           | 9. März 1987 |
| Platane an der Prinz-Wilhelm-Straße                 |          | 82150090003 | Bruchsal     | ⊙        | 0,0           | 9. März 1987 |
| Quelle mit Brunnenhaus bei Michaelskapelle          |          | 82150090007 | Bruchsal     | ⊙        | 0,0           | 9. März 1987 |
| 2 Linden am Kruzifix „Steig“                        |          | 82150090006 | Bruchsal     | ⊙        | 0,0           | 9. März 1987 |
| 3 Friedenslinden                                    |          | 82150090002 | Bruchsal     | ⊙        | 0,0           | 9. März 1987 |
| Legende für Naturdenkmal                            |          |             |              |          |               |              |